# Orero
Orero (ligurisch Oê) ist eine kleine italienische Gemeinde in der Metropolitanstadt Genua mit 489 Einwohnern (Stand 31. Dezember 2023).

## Geographie
Die Gemeinde liegt im Tal Fontanabuona des Ligurischen Apennin. Die Entfernung von der ligurischen Hauptstadt Genua beträgt circa 39 Kilometer.
Zusammen mit 16 weiteren Kommunen bildet Orero die Comunità Montana Fontanabuona.
Nach der italienischen Klassifizierung bezüglich seismischer Aktivität wurde Orero der Zone 4 zugeordnet. Das bedeutet, dass sich die Gemeinde in einer seismisch inerten Zone befindet.

## Einzelnachweise

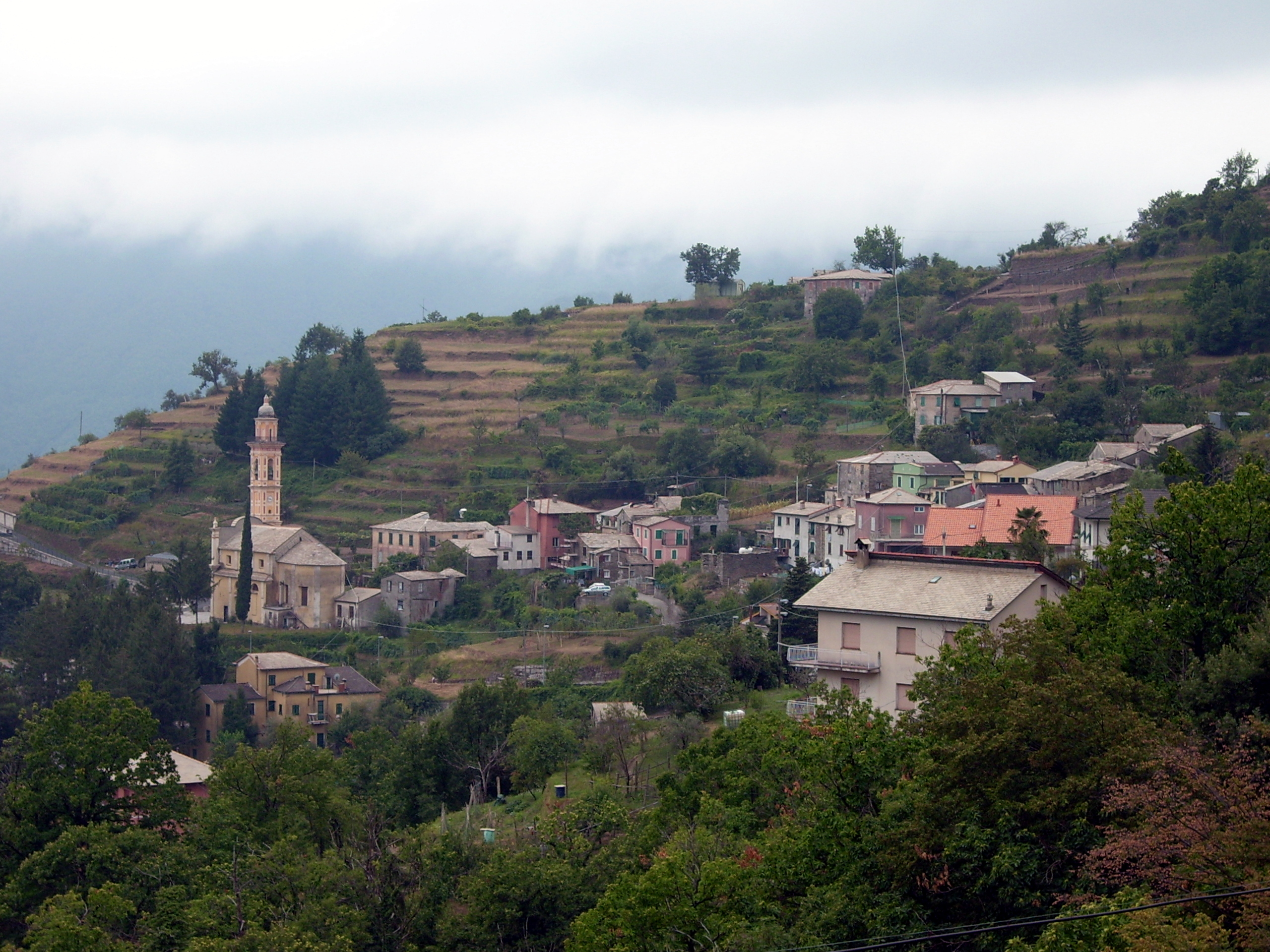
Orero